# Ondatra (gènere)
Ondatra és un gènere de rosegadors de la família dels cricètids. La rata mesquera (O. zibethicus), l'única espècie vivent, és originària de Nord-amèrica, però ha sigut introduïda a Euràsia. Inicialment s'estengué per l'Europa Occidental, però a mesura que s'adaptava al clima anà ampliant la seva distribució cap al territori de l'antiga Unió Soviètica. El nom genèric Ondatra significa ‘rata mesquera’ en wyandot.